# Троицкое (Зубцовский район)
Троицкое — деревня в Зубцовском районе Тверской области России, входит в состав Зубцовского сельского поселения.

## География
Деревня расположена в 17 км на северо-восток от города Зубцов.

## История
В 1796 году в селе была построена каменная Троицкая церковь с тремя престолами.
В конце XIX — начале XX века село входило в состав Коптевской волости Зубцовского уезда Тверской губернии.
С 1929 года деревня входила в состав Карамзинского сельсовета Зубцовского района Ржевского округа Западной области, с 1935 года — в составе Калининской области, с 1994 года — в составе Пищалинского сельского округа, с 2005 года — в составе Зубцовского сельского поселения.

## Население
| 1859 | 2002 | 2010 |
| ---- | ---- | ---- |
| 226  | ↘5   | ↘1   |